# ماساتاکا تاکایاما
ماساتاکا تاکایاما (انگلیسی: Masataka Takayama؛ زادهٔ ۳۰ اکتبر ۱۹۴۵) بوکسور اهل ژاپن بود.